# Konstantin Meyl
Konstantin Meyl (Lemgo, 29 agosto 1952) è un ingegnere tedesco, che insegna dal 1986 elettronica di potenza e tecnologie energetiche alternative presso l'Università di Furtwangen im Schwarzwald in Germania.

## Biografìa
L'ingegner Konstantin Meyl insegna elettronica di potenza e tematiche sulle tecnologie riguardanti le energie alternative presso l'Università di Scienze Applicate di Furtwangen im Schwarzwald in Germania. Giovanissimo, all'età di 15 anni aveva già effettuato le sue prime misurazioni sui freni a correnti parassite. Ha dedicato al calcolo tridimensionale sulle correnti parassite sia la sua tesi di laurea presso l'Università Tecnica di Monaco nel 1979 sia la sua tesi di dottorato presso l'Università di Stoccarda nel 1984.
Meyl promuove la sua convinzione che l'Elettrodinamica classica, basata sulle equazioni di Maxwell, sia incompleta e debba essere integrata in una teoria più organica. Egli introduce i nuovi concetti di vortice potenziale, di onda scalare, di “neutrin power”, anche in relazione alla teoria sull'espansione della Terra, teoria che Meyl adotta e approfondisce. 
Dal 1988 al marzo del 2003 si è trasferito presso il polo tecnologico (“Zentrum Technologie”) di St. Georgen nella Foresta Nera, dove ha diretto un centro della Fondazione Steinbeis per la promozione economica del Baden-Württemberg.
Nel 1986 ha accettato una cattedra nella vicina Università di Furtwangen im Schwarzwald, ha potuto quindi proseguire la sua ricerca sui vortici nel campo elettromagnetico. Ha raggiunto il successo desiderato con la scoperta del potenziale di vortice, scoperta che si è verificata alla scrivania e non in laboratorio nella notte del 1º gennaio 1990.
Il volume 1 sul potenziale di vortice (“Potentialwirbel”) (1990) e il volume 2 (1992) sono stati premiati nel 1994 con il Premio della Società Tedesca della Tecnologia (EMV). La consegna del premio è avvenuta a Monaco di Baviera nel corso della manifestazione sull'Elettronica. Il premio prova l'importanza della teoria per il settore della compatibilità elettromagnetica (EMC).
L'Università di Furtwangen ha voluto prendere le distanze dalle idee di Meyl osservando “che queste idee non sono riconosciute nel mondo professionale per la loro natura controversa e per carenze nel metodo” e ha chiarito che queste sue teorie non sono oggetto della sua attività presso la facoltà.
La raccolta delle sue pubblicazioni con il titolo “Elektromagnetische Umweltvertraglichkeit” (Compatibilità elettromagnetica ambientale) comprende:
Parte 1 (1996), riguarda la lezione sui principi di base dai vortici fino alla teoria di obiettività; contiene tutti gli argomenti sul vortice potenziale.
Parte 2 (1998), fornisce suggerimenti per le discussioni trattate nei seminari riguardanti l'aspetto tecnico ed energetico delle onde scalari.
Parte 3, discute l'aspetto dei dati e della comunicazione.

## Pubblicazioni
- Dreidimensionale nichtlineare Berechnung von Wirbelstromkupplungen (Analisi tridimensionale non lineare degli accoppiamenti nelle correnti parassite), Stuttgart, 1984.
- Potentialwirbel, Band 1 (Potenziale di vortice, Volume 1),Villingen-Schwenningen: INDEL-GmbH, Verl.-Abt. 1990, ISBN 3-9802542-1-6
- Potentialwirbel, Band 2 (Potenziale di vortice, Volume 2), Villingen-Schwenningen: INDEL-GmbH, Verl.-Abt. 1992, ISBN 3-9802542-2-4
- Elektromagnetische Umweltverträglichkeit, Teil 1 (Impatto ambientale elettromagnetico, parte 1), Villingen-Schwenningen: INDEL, Verl.-Abt. 1996, ISBN 3-9802542-8-3
- Elektromagnetische Umweltverträglichkeit, Teil 2 (Impatto ambientale elettromagnetico, parte 2), Villingen-Schwenningen: INDEL, Verl.-Abt. 1998, ISBN 3-9802542-9-1
- Elektromagnetische Umweltverträglichkeit, Teil 3 (Impatto ambientale elettromagnetico, parte 3), Villingen-Schwenningen: INDEL, Verl.-Abt. 2002., ISBN 3-9802542-7-5
- Skalarwellentechnik (Tecnica delle onde scalari), Villingen-Schwenningen: INDEL, Verl.-Abt., 2000, 3., verb. Aufl., ISBN 3-9802542-6-7
- (Insieme con Johannes von Buttlar) Neutrino Power, Argo-Verlag, Marktoberdorf 2000, ISBN 3-9806584-8-1
- Scalar Waves (Le onde scalari), From an extended vortex and field theory to a technical, biological and historical use of longitudinal waves (Da un esteso vortice e una teoria dei campi a un uso tecnico, biologico e storico delle onde longitudinali), INDEL-GmbH, Verl.-Abt. 2003. ISBN 3-9802542-4-0
- Sendetechnik der Götter (Radiotrasmissione degli Dei), Villingen-Schwenningen: INDEL, Verl.-Abt., 2004, Vollst. wiss. Ausg., 1. Aufl., ISBN 3-9802542-5-9